# Stańkowce (rejon mikołajowski)
Stańkowce (ukr. Станківці) – wieś na Ukrainie, na terenie obwodu lwowskiego, w rejonie stryjskim (do 2020 roku w rejonie mikołajowskim).